# Isocel Telecom
Isocel Telecom est un opérateur privé au Bénin qui opère en tant que fournisseur d'accès à Internet (FAI). La société offre des services de connectivité en utilisant diverses technologies, notamment la fibre optique et des solutions sans fil telles que la Boucle Locale Radio (BLR) et le VSAT.  
Fondée en 2006, Isocel a officiellement débuté ses opérations en 2008 avec un réseau BLR couvrant une superficie de 500 km², englobant les villes de Porto Novo et Cotonou. 

## Activités

### Fibre optique
Basé sur un réseau de référence reposant sur une technologie en boucle locale radio, l'entreprise entame en 2017 un projet de déploiement de 500 km de fibre optique. 
En 2019, Isocel annonce la première phase du déploiement de réseau de fibre optique au Bénin pour une meilleure satisfaction de grandes entreprises pour améliorer le débit jusqu'à 100 Mbps; 20 Mbps ou 30 Mbps pour les petites et moyennes entreprises.
En 2020, Isocel dispose de 90 kilomètres de fibre installées dans le quartier commercial de Cotonou. Le fournisseur d'accès Internet (FAI) béninois, a reçu un prêt de 6 millions d’euros de la Banque publique d’investissement (Bpifrance), un organisme français de financement et de développement des entreprises. Avec cet investissement, la société télécoms va étendre son réseau de fibre optique sur 500 km dans l’agglomération du grand Cotonou,,.
En 2021, Isocel télécoms lance sa propre plateforme en ligne de renouvellement d’abonnement internet, ce qui permet à ses utilisateurs d’effectuer le paiement en ligne et ceci de matière dématérialisée à l’ère de la numérisation.

## Réseau couvert
En 2020, Isocel dispose de 90 kilomètres de fibre installée dans le quartier commercial de Cotonou, et compte près de 500 clients. Ceci fut la phase pilote du projet iNGAN (isocel Next Generation Access Network). Par la suite, l'opérateur a poursuivi le déploiement de la première phase du projet qui a été achevée en avril 2022. Cette phase consistait à déployer plus de 500 kilomètres de fibres pour couvrir l’ensemble des arrondissements de la capitale économique du Bénin.